# Cortes de Burgos
Cortes de Burgos es la denominación historiográfica de las reuniones de las Cortes de Castilla que tuvieron lugar en la ciudad de Burgos. Destacaron las siguientes:
- Cortes de Burgos de 1215
- Cortes de Burgos de 1301
- Cortes de Burgos de 1302
- Cortes de Burgos de 1308
- Cortes de Burgos de 1315
- Cortes de Burgos de 1338
- Cortes de Burgos de 1345
- Cortes de Burgos de 1366
- Cortes de Burgos de 1379
- Cortes de Burgos de 1392
- Cortes de Burgos de 1430
- Cortes de Burgos de 1453
- Cortes de Burgos de 1512
- Cortes de Burgos de 1515

- Datos: Q5789569